# Андорра на «Евровидении-2008»
Андорра на Евровидение-2008 отправила певицу Джизелу, участницу испанского реалити-шоу «Operación Triunfo», с песней Casanova. Выбор кандидатуры проходил путём внутреннего закрытого отбора, официально решение было принято 10 декабря 2007 года на пресс-конференции телерадиокомпании RTVA. Автором музыки и текста песни стал Жорди Кубино, автор официального гимна чемпионата мира по футболу 2006 года.
26 февраля 2008 года в 22:00 песня была представлена на андоррском телевидении и радио. 20 мая 2008 года Джизела выступила с песней в первом полуфинале, однако не только не вышла в финал конкурса (16-е место и 22 балла), но и по итогам Евровидения получила антипремию Барбары Декс за самый нелепый сценический костюм. В полуфинале самое большое количество баллов (12) Андорре дала Испания.

## Внутренний отбор
Телерадиокомпания RTVA (и одноимённый государственный телеканал) обратился к музыкальному лейблу Filmax Music, чтобы найти исполнителя для представления Андорры на Евровидении-2008. Отбор носил закрытый характер, что привело к возмущению Ассоциации музыкантов Андорры, которые осудили отказ от национального открытого отбора и от публичных выступлений кандидатов. Тем не менее, 10 декабря 2007 года по совету Filmax Music Джизела была утверждена представительницей Андорры на Евровидении, а её песню представили 26 февраля 2008 года. Как говорила сама Джизела, песня «очень ритмичная и магическая, как и сама Андорра с ее снегом и лесами». Песня написана на английском языке с одной строчкой на каталонском.

## Участница
Андорру представляла певица из Испании, уроженка Каталонии Джизела Льядо Кановас (род. 1 января 1979 года), более известная как Джизела. Она училась в Барселонском университете на факультете журналистики, при этом занимаясь вокалом и выступая в группе. На 2-м курсе Джизела отчислилась из университета, отправившись на шоу «Operación Triunfo» (испанская версия международного шоу «Star Academy» и российской «Фабрики Звёзд»). Джизела заняла 8-е место, но отправилась в 2002 году в Таллин на Евровидение как бэк-вокалистка певицы Росы Лопес. С 2002 года Джизела, подписавшая контракт с компанией «Disney Spain», исполняет песни к испанской озвучке фильмов студии Walt Disney — «Питер Пэн», «Красавица и чудовище», «Зачарованная».
Первый альбом «Parte De Mi» в 2002 году разошёлся тиражом в 200 тысяч экземпляров. В 2003 году Джизела выиграла международный конкурс «Vina del Mar», удостоившись премий за лучшую песню и как лучшая певица (две премии вручались одному человеку впервые), а летом того же года отправилась на гастроли с участниками шоу «Operación Triunfo». Вскоре она записала альбом «Mas Alla», став автором текстов (платиновый альбом). Джизела также записала песню к бразильскому телесериалу «Kubanacan», саундтрек к фильму «Барби», версию болеро «No Me Plactiques Mas» и гимн ФК «Барселона» к сезону 2003/2004. Она сыграла в мюзикле Хосе Луиса Морено и выступила на концертах «Fantasia» с песнями из фильмов Walt Disney. В 2006 году вышел золотой альбом «Ni te lo imgaginas», а в том же году Джизела сыграла главную роль в пьесе Стивена Сондхейма «В лес». В 2007 году Джизела приглашена на испанский отбор Евровидения-2007 «Mision Eurovision».
За 5 лет своей карьеры перед Евровидением-2008 Джизела дала 300 концертов в 5 турне. Перед конкурсом Джизела отправилась в промотур, включавший в себя концерты в Испании, Франции, Португалии, Германии, Нидерландах и Восточной Европе (в том числе и в России).

## Мнения
Андорра расценивалась как аутсайдер конкурса в том году, особенно по причине странного внешнего вида Джизелы. Автор независимого интернет-проекта «Евровидение-Казахстан» Андрей Михеев предрекал Джизеле сенсационный выход в финал и даже предполагал, что она может обойти Швецию. Он выставил следующие оценки по 10-балльной шкале

- Mузыка: Чрезвычайно заезженный поп шведского типа. 7/10
- Текст: Такого же типа и текст. 7/10
- Вокал: Досконально по ОТ ее не помню, но думаю, что будет на нормальном уровне. 8/10
- Итог: Может стать первым андоррским финалистом и в категории «шведских» песен бьет Швецию. 6/10

Российский музыкальный критик Антон Кулаков не нашёл никакой оригинальности в песне, поставив следующие оценки по 10-балльной шкале:

- Музыка: Евро(шведо)шлягер. Сколько мы такой АББЫ слышали? 7/10
- Текст: Казанова, поймай и отлюби меня. Хм. 8/10
- Вокал: Вполне обычно для жанра в целом. 9/10
- Итог: Все забыли как специфично отреагировали на схожий стеб от Боснии? 6/10

## Выступление
Джизела выступила 20 мая 2008 года под номером 12 в первом полуфинале. Несмотря на проведение промотура и затраченные 31 тысячу евро Министерством туризма Андорры для съёмок проморолика и видеоклипа, Джизела потерпела неудачу, заняв 16-е место с 22 баллами и не выйдя в финал. Самой Джизеле потом вручили антипремию Барбары Декс за самый нелепый сценический костюм: зрители и эксперты отмечали нелепость выбранного образа ещё до полуфинала.

### Голоса в полуфинале
| Голоса за Андорру в полуфинале | Голоса за Андорру в полуфинале |
| ------------------------------ | ------------------------------ |
| Оценка                         | Страны                         |
| 12                             | Испания                        |
| 10                             | -                              |
| 8                              | -                              |
| 7                              | -                              |
| 6                              | -                              |
| 5                              | -                              |
| 4                              | Израиль                        |
| 3                              | Молдавия                       |
| 2                              | -                              |
| 1                              | Словения Ирландия Польша       |

| Голоса от Андорры в первом полуфинале | Голоса от Андорры в первом полуфинале |
| ------------------------------------- | ------------------------------------- |
| Оценка                                | Страна                                |
| 12                                    | Финляндия                             |
| 10                                    | Норвегия                              |
| 8                                     | Азербайджан                           |
| 7                                     | Израиль                               |
| 6                                     | Румыния                               |
| 5                                     | Греция                                |
| 4                                     | Россия                                |
| 3                                     | Армения                               |
| 2                                     | Сан-Марино                            |
| 1                                     | Молдавия                              |

### В финале
| Голоса от Андорры в финале | Голоса от Андорры в финале |
| -------------------------- | -------------------------- |
| Оценка                     | Страна                     |
| 12                         | Испания                    |
| 10                         | Португалия                 |
| 8                          | Греция                     |
| 7                          | Азербайджан                |
| 6                          | Украина                    |
| 5                          | Россия                     |
| 4                          | Финляндия                  |
| 3                          | Франция                    |
| 2                          | Латвия                     |
| 1                          | Норвегия                   |

## Показ конкурса
Телеканал RTVA показал конкурс в полном объёме: комментаторами были Мери Пикарт и Хосе Льюис Трабаль. Голоса объявлял Альфред Льяи.